# Distribució de cua pesada
En la teoria de la probabilitat, les distribucions de cua pesada són distribucions de probabilitat les cues de les quals no estan limitades exponencialment: és a dir, tenen cues més pesades que la distribució exponencial. En moltes aplicacions és la cua dreta de la distribució la que interessa, però una distribució pot tenir una cua esquerra pesada, o les dues cues poden ser pesades.
Hi ha tres subclasses importants de distribucions de cua pesada: les distribucions de cua grossa, les distribucions de cua llarga i les distribucions subexponencials . A la pràctica, totes les distribucions de cua pesada que s'utilitzen habitualment pertanyen a la classe subexponencial, introduïda per Jozef Teugels.
Encara hi ha una certa discrepància sobre l'ús del terme cua pesada. Hi ha altres dues definicions en ús. Alguns autors utilitzen el terme per referir-se a aquelles distribucions que no tenen tots els seus moments de potència finits; i algunes altres a aquelles distribucions que no tenen una variància finita. La definició que es dona en aquest article és la més general en ús, i inclou totes les distribucions englobades per les definicions alternatives, així com aquelles distribucions com ara log-normal que posseeixen tots els seus moments de potència, però que generalment es consideren de cua pesada. . (De vegades, la cua pesada s'utilitza per a qualsevol distribució que tingui cues més pesades que la distribució normal).

## Definicions

### Definició de distribució de cua pesada
Es diu que la distribució d'una variable aleatòria X amb funció de distribució F té una cua pesada (dreta) si la funció generadora de moment de X, M X (t), és infinita per a tots els t>0.
Això significa
{\displaystyle \int _{-\infty }^{\infty }e^{tx}\,dF(x)=\infty \quad {\mbox{per tot }}t>0.}
Això també s'escriu en termes de la funció de distribució de la cua
{\displaystyle {\overline {F}}(x)\equiv \Pr[X>x]\,}
com
{\displaystyle \lim _{x\to \infty }e^{tx}{\overline {F}}(x)=\infty \quad {\mbox{per tot }}t>0.\,}

### Definició de distribució de cua llarga
Es diu que la distribució d'una variable aleatòria X amb funció de distribució F té una llarga cua dreta si per a tots els t>0,
{\displaystyle \lim _{x\to \infty }\Pr[X>x+t\mid X>x]=1,\,}
o equivalent
{\displaystyle {\overline {F}}(x+t)\sim {\overline {F}}(x)\quad {\mbox{quan }}x\to \infty .\,}
Això té la interpretació intuïtiva d'una quantitat distribuïda de cua llarga de cua dreta que si la quantitat de cua llarga supera algun nivell alt, la probabilitat s'acosta a 1 que superi qualsevol altre nivell superior.